# پورت‌های فری‌بی‌اس‌دی
پورت‌های فری‌بی‌اس‌دی (به انگلیسی: FreeBSD Ports) یک سیستم مدیریت بسته‌های نرم‌افزاری برای سیستم‌عامل فری‌بی‌اس‌دی است که روشی ساده را جهت نصب و حذف نرم‌افزارهای کاربردی و همچنین بروزرسانی آن‌ها ارائه می‌دهد. تا آوریل ۲۰۱۳ بیش از ۲۴۳۰۰ نرم‌افزار در پورت‌های فری‌بی‌اس‌دی موجود می‌باشد. همچنین نت‌بی‌اس‌دی هم از این سیستم به عنوان پایه‌ای برای پکیج سورس استفاده کرده‌است. جایگاه سنتی درخت پورتها در سیستم فری‌بی‌اس‌دی شاخه ‎/usr/ports است.
پورت‌های فری‌بی‌اس‌دی روشی جهت نصب نرم‌افزار از طریق کد مبدأ نرم‌افزارها می‌باشد که کلیه فرآیندهای دانلود و وصله کردن و ساخت نرم‌افزارها را با استفاده از میک‌فایل فراهم می‌کند. علاوه بر نصب مستقیم نرم‌افزارها از طریق پورت‌ها می‌توان بیشتر نرم‌افزارهای موجود را با استفاده از بسته‌ها که روشی برای نصب نرم‌افزارها به صورت باینری است نیز امکان‌پذیر است. هر دو روش پورت‌ها و بسته‌ها معادل یکدیگر بوده و بیشتر برنامه‌های موجود در پورت‌های فری‌بی‌اس‌دی را می‌توان با هر دو روش یاد شده نصب یا حذف نمود. البته معادل باینری همه پورتها وجود ندارد. مثلاً ممکن است اجازه‌نامه یک نرم‌افزار مانع از توزیع آن به صورت باینری شود.
به‌طور کلی پروژه فری‌بی‌اس‌دی در توسعه نرم‌افزارهای موجود در پورت‌ها نقشی ندارد. تنها چارچوبی را آماده می‌کند که این نرم‌افزارها بتوانند بر روی فری‌بی‌اس‌دی اجرا شوند. هر پورت یک نگه‌دارنده دارد. وظیفه نگهدارنده این است که اشکالات آن پورت را در صورت وجود پیدا و برطرف کرده و در صورتی که نسخه جدیدی از آن پورت منتشر شد، آن پورت را به نسخه جدید بروزرسانی کند. نگه‌دارنده یک فرد داوطلب است. به‌طور کلی هیچ‌کس به غیر از نگه‌دارنده حق تغییر دادن فایل‌های مربوط به آن پورت را ندارد. حتی توسعه‌دهندگان فری‌بی‌اس‌دی.

## pkg
پی‌کاجی (به انگلیسی: pkg) یک سامانه مدیریت بسته برای سیستم‌عامل فری‌بی‌اس‌دی است. قرار است پی‌کاجی جایگزینی برای دستورهای سنتی ‎pkg_*‎ باشد. به همین دلیل گاهی اوقات به آن pkg Next Generation یا pkgNG (نسل آینده مدیر بسته‌ها) هم گفته می‌شود. کاربر با استفاده از پی‌کاجی می‌تواند اقدام به نصب، حذف، بروزرسانی و ... بسته‌های از قبل کامپایل شده نماید. همچنین به کمک پی‌کاجی می‌توان اطلاعات مختلفی را در مورد بسته‌های نصب شده به دست‌آورد. پی‌کاجی از یک مخزن راه دور برای نصب و بروزرسانی بسته‌های باینری استفاده می‌کند. بسته‌های باینری معمولاً فایل‌هایی با پسوند ‎.xz هستند که مستقیما از روی پورت‌های فری‌بی‌اس‌دی ایجاد می‌شوند. هم‌اکنون پی‌کاجی وارد درخت ‎-CURRENT فری‌بی‌اس‌دی شده‌است و در نسخه ۱۰ فری‌بی‌اس‌دی به‌طور کامل جایگزین دستورهای سنتی ‎pkg_*‎ خواهد شد.

## دی‌پورتز
سیستم‌عامل دراگون‌فلی بی‌اس‌دی در گذشته از پورت‌های فری‌بی‌اس‌دی به عنوان سامانه مدیریت بسته‌های نرم‌افزاری خود استفاده می‌کرد، اما بعدها به پکیج سورس سوئیچ کرد، چرا که این پروژه منابع کافی برای اداره کردن مجموعه عظیم پورت‌های فری‌بی‌اس‌دی را نداشت، اما از نسخه ۳٫۶، یک مکازیم جدید برای مدیریت کردن بسته‌های نرم‌افزاری موسوم به DPorts توسط این پروژه معرفی شد. سیستم DPorts، بر روی بستر پورت‌های فری‌بی‌اس‌دی بنا شده‌است. اکثر برنامه‌هایی که در پورت‌های فری‌بی‌اس‌دی قرار دارند، بدون نیاز به تغییر، بر روی دراگون‌فلی هم قابل نصب و اجرا هستند. همینطور دراگون‌فلی از pkg هم برای مدیریت کردن بسته‌های باینری استفاده می‌کند.

## همچنین ببینید
- MacPorts
- پورتیج